# Białopole (gmina)
Pour les articles homonymes, voir Białopole.
Białopole est une gmina rurale (gmina wiejska) de la powiat de Chełm, dans la Voïvodie de Lublin, dans l'est de la Pologne.
Son siège administratif (chef-lieu) est le village de Białopole, qui se situe environ 26 kilomètres au sud-est de Chełm (siège du powiat) et 87 kilomètres à l'est de la capitale régionale Lublin (capitale de la voïvodie).
La gmina couvre une superficie de 103,57 km2 pour une population de 3 227 habitants en 2006.

## Histoire
De 1975 à 1998, la gmina est attachée administrativement à la voïvodie de Chełm.

Depuis 1999, elle fait partie de la voïvodie de Lublin.

## Géographie
La gmina inclut les villages et localités de :

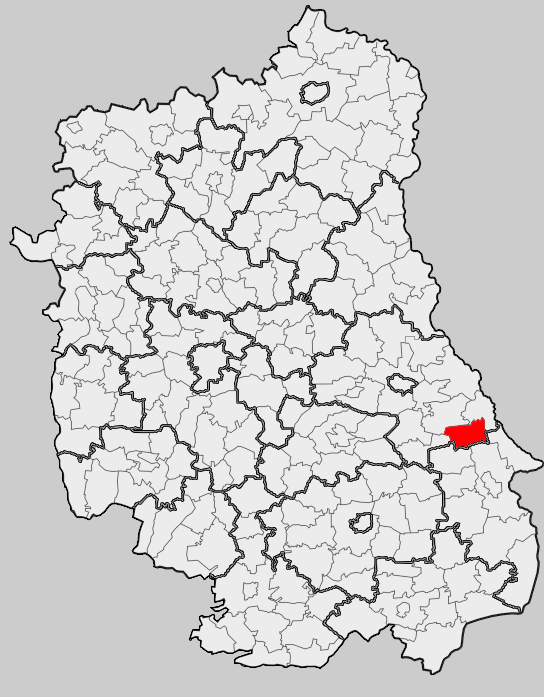
Position de la gmina dans la voïvodie

- Białopole
- Busieniec
- Buśno
- Grobelki
- Horeszkowice
- Kicin
- Kurmanów
- Maziarnia Strzelecka
- Raciborowice
- Raciborowice-Kolonia
- Strzelce
- Strzelce-Kolonia
- Teremiec
- Teresin
- Zabudnowo

### Gminy voisines
La gmina de Białopole est voisine des gminy suivantes :
- Dubienka
- Horodło
- Hrubieszów
- Uchanie
- Wojsławice
- Żmudź

## Structure du terrain
D'après les données de 2002, la superficie de la commune de Białopole est de 103,57 kilomètres carrés, répartis comme telle :
- terres agricoles : 60%
- forêts : 35%

La commune représente 5,82% de la superficie du powiat.

## Démographie
Données du 30 juin 2004:
| Description        | Total  | Total | Femmes | Femmes | Hommes | Hommes |
| ------------------ | ------ | ----- | ------ | ------ | ------ | ------ |
| Unité              | Nombre | %     | Nombre | %      | Nombre | %      |
| Population         | 3 171  | 100   | 1 585  | 49,99  | 1 586  | 50,01  |
| Densité (hab./km²) | 30,61  | 30,61 | 15,30  | 15,30  | 15,31  | 15,31  |